# Franz Güntner
 Franz Xaver Güntner (* 30. Dezember 1812 in Neulosimthal; † 5. Februar 1887 in Prag) war ein österreichischer Mediziner.

## Werdegang

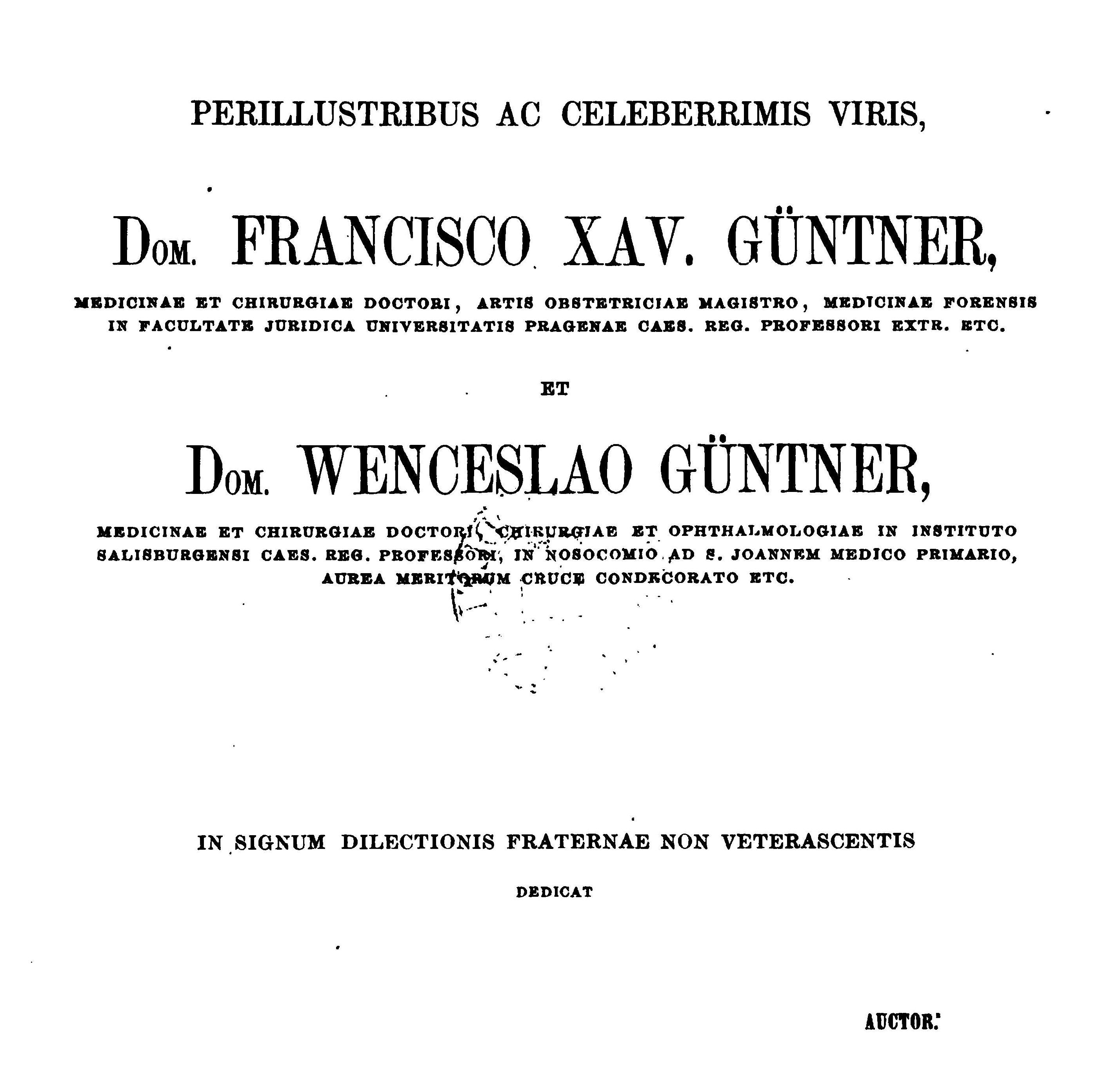
Gabriel Güntner O.Präm., Theologieprofessor, Widmung seines Buchs Introductio in sacros Novi Testamenti libros (1863) an seine Brüder, die Medizinprofessoren Franz und Wenzel Güntner „als Zeichen nicht veraltender Bruderliebe“

Güntner studierte Medizin in Prag. 1849 war er Privatdozent für Gerichtsmedizin und 1851 Privatdozent an der juristischen Fakultät. Von 1854 bis 1884 war er Professor für gerichtliche Medizin, Professor für Chirurgie und Augenheilkunde. 1865 wurde er Ehrendoktor der Universität Wien.
Er war verheiratet mit Gräfin Wilhelmine Stubick von Königstein.

## Werke
- Handbuch der öffentlichen Sanitätspflege für Aerzte, Juristen und jeden Gebildeten. Prag 1865 (Digitalisat)